# Койдан В'ячеслав Станіславович
В'ячеслав Станіславович Койдан (нар. 5 липня 1994, Чернігів, Україна) — український футболіст, півзахисник.

## Кар'єра гравця
В'ячеслав Койдан народився 5 липня 1994 року. У ДЮФЛУ виступав із 2007 по 2010 рік у складі чернігівської «Юності». Своєю впевненою грою привернув увагу скаутів київського «Динамо». За головну команду киян так і не зіграв, натомість у сезоні 2010/11 зіграв 1 поєдинок за динамівців у молодіжній першості. Після цього виступав в аматорських клубах у чемпіонаті Чернігівської області. У 2012 році зіграв 9 матчів у футболці ватутінського «Ретро». У 2013 році виступав у складі чернігівського ЮСБ. У чернігівській команді був ключовим виконавцем, у всіх турнірах у футболці клубу провів 22 матчі та забив 7 м'ячів. Цього ж року став бронзовим призером чемпіонату Чернігівської області.
У березні 2014 року разом із Дмитром Вітером, Андрієм Скарлошем та Юрієм Соломкою був заявлений головківським «УкрАгроКомом». У складі команди з Олександрійського району дебютував проти своєї майбутньої команди, 28 березня 2014 року в матчі 21-го туру Першої ліги проти ПФК «Олександрія». Олександрійці в тому матч здобули перемогу з рахунком 2:1. В'ячеслав вийшов на поле на 66-ій хвилині, замінивши Олександра Батраченка. Протягом свого перебування у клубі зіграв 10 матчів.
Після завершення сезону 2013/14 «УкрАгроКом» був об'єднаний із ПФК «Олександрія». Багато працівників головківського клубу та гравців команди отримали статус вільного агента та можливість займатися своїм працевлаштуванням самостійно. В'ячеслав Койдан став одним із небагатьох, хто перейшов до нового об'єднаного клубу. Проте закріпитися в новому клубі йому не вдалося. За головну команду олександрійців зіграв лише 1 матч. Сталося це 29 травня 2015 року у виїзному матчі 29-го туру Першої ліги проти «Тернополя». «Олександрія» в тому матчі здобула перемогу з рахунком 1:0. Койдан у тому матчі вийшов у стартовому складі, проте на 90-ій хвилині його замінив Антон Шендрік. Такий стан справ не влаштовував В'ячеслава, отож він почав шукати інші варіанти продовження своєї кар'єри. Так у липні 2015 року перебував на перегляді в МФК «Миколаїв», але до підписання контракту справа так і не дійшла. Отож Койдан повернувся до «Олександрії», але за головну команду більше не виступав, тому сезон 2015/16 розпочав у молодіжній команді городян, у складі якої провів 12 матчів та відзначився 2 голами.
На початку 2016 року на правах вільного агента перейшов до складу «Сум», але вже наприкінці того ж року залишив команду за обопільною згодою.

## Досягнення

### На професіональному рівні
- Перша ліга чемпіонату України
  -  Чемпіон (1): 2014/15

### На аматорському рівні
- Чемпіонат Чернігівської області
  -  Бронзовий призер (1): 2013